# 本德莱本
本德莱本（德語：Bendeleben，發音：[ˈbɛndəˌleːbn̩]）是德国图林根州基夫霍伊瑟县曾经的一个市镇，面积22.42平方千米，2014年1月10日人口为757人。2012年12月31日，本德莱本与另外7个市镇合并为新市镇基夫霍伊瑟兰。